# Partnerskab for fred
Partnerskab for fred (engelsk: Partnership for Peace (PfP)) er et NATO projekt hvis mål er at skabe tillid mellem NATO og andre stater i Europa og det tidligere Sovjetunionen. 20 nationer er med i partnerskabet. Partnerskabet blev startet i 1994, kort efter østblokkens sammenbrud. Ti stater der startede som medlemmer i PfP (Bulgarien, Tjekkiet, Estland, Ungarn, Letland, Litauen, Polen, Rumænien, Slovakiet og Slovenien) er nu blevet indlemmet i NATO alliancen. 26. april 1995 blev Malta medlem af PfP, men forlod organisationen i 1996 for at bevare sin neutralitet. Under NATO topmødet i Riga 29. november 2006 blev Bosnien-Hercegovina, Montenegro og Serbien inviteret til PfP samarbejdet. De indtrådte i PfP 14. december 2006.

## Medlemslande

### Nuværende medlemmer
- Armenien (5. oktober 1994)
- Aserbajdsjan (4. maj 1994)
- Bosnien-Hercegovina (14. december 2006)
- Finland (9. maj 1994)
- Georgien (23. marts 1994)
- Hviderusland (11. januar 1995)
- Irland (1. december 1999)
- Kasakhstan (27. maj 1994)
- Kirgisistan (1. juni 1994)
- Moldova(16. marts 1994)
- Montenegro (14. december 2006)
- Rusland (22. juni 1994)
- Serbien (14. december 2006)
- Sverige (9. maj 1994)
- Schweiz (11. december 1996)
- Tadsjikistan (20. februar 2002)
- Turkmenistan (10. maj 1994)
- Ukraine (8. februar 1994)
- Usbekistan (13. juli 1994)
- Østrig (10. februar 1995)

### Tidligere medlemmer der blev NATO-medlemmer 12. marts 1999
- Tjekkiet (10. marts 1994)
- Ungarn (8. februar 1994)
- Polen (2. februar 1992)

### Tidligere medlemmer der blev NATO-medlemmer 29. marts 2004
- Bulgarien (14. februar 1994)
- Estland (3. februar 1994)
- Letland (14. februar 1994)
- Litauen (27. januar 1994)
- Rumænien (26. januar 1994)
- Slovakiet (9. februar 1994)
- Slovenien (30. marts 1994)

### Tidligere medlemmer der blev NATO-medlemmer 1. april 2009
- Albanien (23. februar 1994)
- Kroatien (25. maj 2000)

### Tidligere medlem der blev NATO-medlem 27. marts 2020
- Nordmakedonien (15. november 1995)

### Tidligere medlemmer
- Malta (optaget 26. april 1995, udtrådte i oktober 1996)